# Metka Šparovec
Metka Šparovec (Maribor, Eslovenia, 24 de noviembre de 1981) es una nadadora retirada especializada en pruebas de estilo libre y estilo espalda. Fue medalla de bronce en la prueba de 50 metros espalda durante el Campeonato Europeo de Natación de 1999.
Representó a Eslovenia en los Juegos Olímpicos de Atlanta 1996.

## Palmarés internacional
| Campeonato Europeo de Natación | Campeonato Europeo de Natación | Campeonato Europeo de Natación | Campeonato Europeo de Natación |
| Año                            | Lugar                          | Medalla                        | Prueba                         |
| ------------------------------ | ------------------------------ | ------------------------------ | ------------------------------ |
| 1999                           | Estambul (Turquía)             | Medalla de bronce              | 50 m espalda                   |